# Lachmesse
Die Lachmesse ist ein Europäisches Humor- und Satire-Festival, das seit 1991 jährlich an elf Oktobertagen in Leipzig stattfindet. Auf der Lachmesse wird der mit 3.500 Euro dotierte Kleinkunstpreis Leipziger Löwenzahn verliehen. Getragen wird die Veranstaltung vom Verein Förderung des Internationalen Humor- und Satire-Festivals, Lachmesse e. V., in dem unter anderem Vertreter Leipziger Kabaretts wirken. Die Festivalleitung hat seit 2020 der Vorstand des Vereins übernommen.

## Spielstätten
Aktuell (Stand 2019) nehmen zehn Spielstätten am Festival teil.
- Kabarett Leipziger Pfeffermühle
- Kabarett Leipziger academixer
- Kabarett-Theater Leipziger Funzel
- Kabarett-Theater Sanftwut
- Leipziger Central Kabarett
- Moritzbastei
- Krystallpalast Varieté
- Schauspielhaus Leipzig
- Haus Leipzig
- Kupfersaal

## Verleihung des Leipziger Löwenzahns
Der Preis wird jedes Jahr am Anfang der Lachmesse für die beste Darbietung im vorhergehenden Jahr verliehen. Die Verleihung findet, wie zuletzt 2019, im Rahmen einer vom Mitteldeutschen Rundfunk produzierten Fernseh-Gala statt.
Liste der bisherigen Preisträger:
- 1991: Missfits
- 1992: Stewart und Ross (Niederlande/USA)
- 1993: Microband (Italien)
- 1994: Georg Schramm
- 1995: Tom Pauls
- 1996: Peter Spielbauer
- 1997: Bruno Jonas
- 1998: Horst Schroth
- 1999: Avner Eisenberg
- 2000: Thomas Freitag
- 2001: Magdeburger Zwickmühle
- 2002: Gunter Böhnke und Bernd-Lutz Lange
- 2003: Ursus und Nadeschkin
- 2004: Reiner Kröhnert
- 2005: Schwarze Grütze
- 2006: Klaus Eckel (Österreich)
- 2007: Matthias Deutschmann
- 2008: Erstes Deutsches Zwangsensemble (Mathias Tretter, Philipp Weber und Claus von Wagner)
- 2009: Düsseldorfer Kom(m)ödchen
- 2010: Christoph Sieber
- 2011: Pigor & Eichhorn
- 2012: Proseccopack (Melanie Haupt, Judith Jakob und Nora Boeckler)
- 2013: Tobias Mann
- 2014: Alfred Dorfer
- 2015: Mathias Tretter
- 2016: Helmut Schleich
- 2017: Ingo Börchers
- 2018:  Philipp Weber
- 2019: Carmela de Feo
- 2020: Lisa Eckhart
- 2021: Michael Hatzius[4]
- 2022: Nessi Tausendschön
- 2023: BlöZinger (Österreich)
- 2024: Ohne Rolf (Schweiz)

Den Leipziger Löwenzahn ehrenhalber erhielten:
- 2006: Bernd Locker
- 2010: Christian Becher
- 2015: Werner Schneyder